# Rzeżusznik tatrzański
Rzeżusznik tatrzański, gęsiówka tatrzańska (Arabidopsis neglecta (Schult.) O'Kane & Al-Shehbaz) – gatunek rośliny należący do rodziny kapustowatych. Występuje głównie w Karpatach i na nielicznych stanowiskach w Alpach. W Tatrach, zarówno polskich, jak i słowackich jest pospolity. W Polsce występuje wyłącznie w Tatrach.

## Systematyka i nazewnictwo
We florze Polski opisywany jest jako rzeżusznik tatrzański (Cardaminopsis neglecta (Schult.) Hayek) lub gęsiówka tatrzańska (Arabis neglecta Schult.). W 1997 r. jednak O'Kane i Al-Shehbaz na podstawie badań naukowych przenieśli go do rodzaju Arabidopsis (rzodkiewnik), tak więc obydwie nazwy polskie stały się niespójne z aktualną nazwą naukową.

## Morfologia
PokrójCała roślina jest naga, lub co najwyżej nieco tylko owłosiona.
ŁodygaPokładająca się lub wzniesiona, naga, lub tylko w dolnej części pokryta nielicznymi włoskami. Wysokość 4-20 cm.
LiścieO dość zmiennym kształcie, jasnozielone. Liście odziomkowe przeważnie pierzasto-wrębne z 4-12 ząbkami po każdej stronie, czasami lirowate, rzadko całobrzegie. Liście łodygowe podłużnie jajowate lub lirowate, całobrzegie lub grubo ząbkowane. Są nagie, lub co najwyżej rzadko na brzegach owłosione. Liście dolne oraz w środkowej części łodygi mają ogonki, wyższe są bezogonkowe.
KwiatyZebrane w gęste grono na szczycie łodygi. 4 różowoliliowe lub białe płatki korony
OwocOdstające łuszczyny. Nasiona nie oskrzydlone.
KorzeńO szyjce korzeniowej bez tuniki.

## Biologia i ekologia
Przeważnie roślina jednoroczna, rzadko wieloletnia. Kwitnie od lipca do sierpnia. W Tatrach rośnie w wilgotnych szczelinach skał i usypiskach skalnych, na piargach, w korytach potoków i nad brzegami jezior. Występuje głównie na podłożu granitowym, przepuszczalnym i wilgotnym. Występuje także na wyleżyskach. Roślina wysokogórska, o zasięgu pionowym do 2600 m n.p.m.. W klasyfikacji zbiorowisk roślinnych gatunek charakterystyczny dla Ass. Oxyrio-Saxifragetum.